# Ray Stark
Raymond Otto Stark (New York, 3 ottobre 1915 – West Hollywood, 17 gennaio 2004) è stato un produttore cinematografico statunitense.

## Biografia
Uno degli uomini più potenti della Columbia Pictures nel periodo a cavallo tra gli anni settanta e gli anni ottanta, ricevette due nomination all'Oscar per il miglior film per Funny Girl e Goodbye amore mio!. Gli è stato inoltre conferito l'Oscar alla memoria Irving G. Thalberg nel 1980.

## Premi
- 1969 Nomination all'Oscar per il miglior film: Funny Girl
- 1978 Nomination all'Oscar per il miglior film: Goodbye amore mio!
- 1980 Oscar alla memoria Irving G. Thalberg

## Filmografia parziale
- Il mondo di Suzie Wong (The World of Suzie Wong), regia di Richard Quine (1960)
- La notte dell'iguana (The Night of the Iguana), regia di John Huston (1964)
- Questa ragazza è di tutti (The Property Is Condemned), regia di Sydney Pollack (1966)
- Riflessi in un occhio d'oro (Reflections in a Golden Eye), regia di John Huston (1967)
- Funny Girl, regia di William Wyler (1968)
- Il gufo e la gattina (The Owl and the Pussycat), regia di Herbert Ross (1970)
- Città amara - Fat City (Fat City), regia di John Huston (1972)
- Come eravamo (The Way We Were), regia di Sydney Pollack (1973)
- I ragazzi irresistibili (The Sunshine Boys), regia di Herbert Ross (1975)
- Funny Lady, regia di Herbert Ross (1975)
- Goodbye amore mio! (The Goodbye Girl), regia di Herbert Ross (1977)
- California Suite, regia di Herbert Ross (1978)
- Il cavaliere elettrico (The Electric Horseman), regia di Sydney Pollack (1979)
- Annie, regia di John Huston (1982)
- Fiori d'acciaio (Steel Magnolias), regia di Herbert Ross (1989)